# ロメオ・ルカス・ガルシア
フェルナンド・ロメオ・ルカス・ガルシア（Fernando Romeo Lucas García, 1924年7月4日サン・フアン・チャメルコ - 2006年5月27日）は、グアテマラ共和国の軍人・政治家（元大統領、任期1978年7月1日 - 1982年3月23日）。

## 生涯
ルカス・ガルシアはアルタ・ベラパス県チャメルコで生まれ、1949年に軍学校を卒業した。1958年から1963年までグアテマラ議会の議員をつとめた。1973年には准将に昇進した。
キエル・ラウヘルド・ガルシア政権下でルカス・ガルシアは防衛相をつとめた。

### 大統領
1978年3月の大統領選挙 (1978 Guatemalan general election) では右派の制度的民主党(PID)および中道の革命党(PR)の候補として出馬した。左派は原則として違法化されており、この選挙には軍人のみが参加できた。国民解放運動(MLN)から出馬した元大統領のエンリケ・ペラルタ・アスルディアらと大統領の座を争ったが、僅差で勝利した。1978年7月1日に大統領の座についた。
ルカス・ガルシア将軍は手続き上は民主的に大統領に選ばれ、リベラルな将軍としての前評判を持っていた。彼は政治的暴力を終わらせることを約束した。しかしながら軍や超法規的な死の部隊による迫害は続いた。
1979年には前外相のアルベルト・フエンテス・モール、前グアテマラシティ市長マヌエル・コロン・アルゲタ、陸軍参謀長ダビド・カンシノス・バリオス将軍を含む政府要人が暗殺されている。
1980年1月31日にキチェ県の先住民の農民団体が軍による迫害に抗議してスペイン大使館を占拠すると、治安部隊が大使館に放火し農民や人質となった外交官ら38人を殺害した（在グアテマラ・スペイン大使館占拠事件）。殺された農民のうちには後にノーベル平和賞を受賞したリゴベルタ・メンチュウの父もいた。スペインはこの事件を国際法違反として批判し、グアテマラと国交断絶した。1980年9月には政権による人権侵害に反対して副大統領が辞職している。
1982年2月には武装反乱軍(FAR)、武装人民組織(ORPA)、貧民ゲリラ軍(EGP)、およびグアテマラ労働党(PTG)のゲリラ諸団体が大同団結してグアテマラ国民革命連合(URNG)を結成した。

### クーデター
1982年3月の大統領選挙 (1982 Guatemalan general election) において、ルカス・ガルシアは防衛相のアンヘル・アニバル・ゲバラ (Ángel Aníbal Guevara) を支持し、彼が勝利したと発表された。しかし敗北した国民解放運動は選挙に不正があったと批判した。1982年3月23日、エフライン・リオス・モント将軍の率いる若手将校のクーデターにより政権を逐われた。ルカス・ガルシアとアニバル・ゲバラは自宅軟禁され、選挙は無効とされた。ルカス・ガルシアは妻のエルサ・シリグリアーノとともにベネズエラへ亡命した。
1999年スペイン国家裁判所はリゴベルタ・メンチュウの提起したマヤ系市民への拷問及び虐殺の罪の訴えを受理したが、2005年6月22日ベネズエラ最高裁判所は「証拠が示されていない」として引渡しを拒否し、軟禁を解除した。
糖尿病やアルツハイマー病などを長く患い、2006年にベネズエラのプエルト・ラ・クルスで81歳で死去した。

## 参照、外部リンク
- "Gen. Romeo Lucas García, 85, Former Guatemalan President, Dies" New York Times, 29 May 2006.
- Guatemala ex-head dies in exile BBC News, 29 May 2006.
- "Murió en Puerto La Cruz ex dictador guatemalteco", Newspaper El Nacional, 29 May 2006, p. A-13.